# Mercedes Rein
Mercedes Rein (Montevideo, 19 de noviembre de 1930-Montevideo, 31 de diciembre de 2006) fue una escritora, dramaturga y traductora uruguaya.

## Biografía
Profesora de literatura en Enseñanza Secundaria, en 1955 viajó becada a la Universidad de Hamburgo para estudiar filosofía y letras. Posteriormente trabajó con el escritor Ángel Rama como asistente en el Departamento de Literatura Hispanoamericana en la Facultad de Humanidades y Ciencias, cargo del que fue destituida por la dictadura. Considerada como una de las figuras intelectuales más polifacéticas del sistema literario de Uruguay.
Colaboró desde 1956 con el Semanario Marcha, donde ejerció intermitentemente la crítica literaria y teatral. Sobre todo en la década de los 60, reforzó su colaboración, coincidiendo con su amistad y cercanía académica con Ángel Rama.
Rein formó parte del jurado, -integrado también por Juan Carlos Onetti y Jorge Ruffinelli-, del fatídico concurso de cuentos del semanario, por el cual Onetti, ella y el autor del cuento El guardaespaldas, Nelson Marra, fueron encarcelados en 1974.
Rein proviene del movimiento de teatro independiente. Su obra El herrero y la muerte, escrita con Jorge Curi, estuvo más de seis años en cartel en el Teatro Circular. Juana de Asbaje (1993) le permitió ganar el Premio Florencio a la mejor obra teatral del año.
Como traductora (sobre todo del alemán, como consecuencia de su estancia en Alemania), tradujo al español textos de Bertolt Brecht (El círculo de tiza caucasiano, La opera de dos centavos, Galileo Galilei), Arthur Miller y Friedrich Dürrenmatt, entre otros, los cuales posteriormente llevó a escena. También tradujo al español El contrabajo de Patrick Suskind. Sus traducciones de teatro la convirtieron en una referencia dentro del movimiento de teatro independiente uruguayo de los años sesenta.
Como narradora, destacan sus inquietantes Zoologismos (1967). Se dijo que su delirante y obsesiva invasión de presencias fantasmales, tal vez sea lo más logrado de su producción narrativa. Fue la responsable de las letras de varias canciones de Jorge Lazaroff. 
Siendo docente, en su obra ensayística, además de trabajos académicos sobre el filósofo alemán Ernst Cassirer y los escritores Julio Cortázar y Nicanor Parra, figuran también algunos manuales sencillos de intención pedagógica.
Mercedes Rein fue también colaboradora del Semanario Brecha y miembro de número de la Academia Nacional de Letras.

## Obra

### Literaria
- Zoologismos (cuentos, Editorial Arca, Montevideo, 1967).
- Casa vacía (novela, Editorial Arca, Montevideo,1984).
- Bocas de tormenta (novela, Editorial Arca, Montevideo,1987).
- Blues de los domingos (cuentos, Editorial Arca, Montevideo,1990).
- El archivo de Soto (novela histórica, Trilce, Montevideo, 1993).
- Marea Negra (novela, Planeta, 1996).
- La máquina de trinar (poesía, Editorial Libros de la Academia, Montevideo, 2007).

### Teatro
- La balada de los años cuerdos (teatro para niños, 1964).
- El herrero y la muerte (con Jorge Curi, 1981).
- Entre gallos y medias noches (con Jorge Curi).
- Juana de Asbaje (1993, Premio Florencio a la mejor obra teatral del año).
- Misia Urraca (teatro para niños).

### Ensayos
- Ernst Cassirer y la filosofía del lenguaje (FHC, UdelaR, Montevideo, 1959)
- A propósito de Vallejo y algunas dificultades para conocer la poesía (1966)
- Julio Cortázar, el escritor y sus máscaras (Diaco, 1969)
- Nicanor Parra y la antipoesía (Universidad de la República, Montevideo, 1971)
- Cortázar y Carpentier (Editorial Crisis, Buenos Aires, 1974)
- La generación del 98 (EDitorial Técnica, Montevideo, 1974)
- Introducción a la poesía de Alberto Machado (Editorial Técnica, 1974)
- Florencio Sánchez, su vida y su obra (Casa del Estudiante, 1975)[5]